# Apedilum elachistus
Apedilum elachistus es una especie de mosquito del género Apedilum, de la familia Chironomidae, orden Diptera.

## Distribución
Se distribuye por el continente americano.

## Taxonomía
Fue descrita por Townes en 1945 y publicada en Townes, H.K. & Jr. (1945) The Nearctic species of Tendipedini [Diptera, Tendipedidae (= Chironomidae)]. The American Midland Naturalist 34: 1-206, 261 figs.